# 오병운
오병운(1954년~ )은 대한민국의 식물분류학자이다. 학명 표기는 ‘B.U.Oh’이다.

## 약력
고려대학교 대학원에서 식물분류학 박사 학위를 얻었고, 충북대학교 자연과학대학 생물학과 교수를 지냈다.

## 저서
- 《한국 관속식물 분포도》(2016, 국립수목원), 이유미 등과 공저